# Скворок, Николай Иванович
Николай Иванович Скворок (23 января 1927, Уборки, Куликовский район, Черниговская область — 13 марта 1997 Токмакский район, Запорожская область) — советский сельскохозяйственный деятель, комбайнер машинно-тракторной станции. Герой Социалистического Труда (1958)

## Биография
Николай Скворок родился 23 января 1927 года на хуторе Уборки (ныне Черниговская область, Украина) в семье крестьян. По национальности — украинец.
В 1950-х годах Скворок трудился комбайнером на Молочанской машинно-тракторной станции (Токмакскийо район, Запорожская область). 26 февраля 1958 года «за особые заслуги в развитии сельского хозяйства и достижение высоких показателей по производству зерна, сахарной свёклы, мяса, молока и других продуктов сельского хозяйства и внедрение в производство достижений науки и передового опыта» Николай Иванович Скаорок был удостоен звания Героя Социалистического Труда. Потом перешёл на работу в колхоз имени ХХІ съезда КПСС (Токмакский район, Запорожская область), где занял возглавил бригаду трактористов. Проживал в Токмакском районе. Скончался 13 марта 1997 года.

## Награды
- Звание Герой Социалистического Труда (Указ Президиума Верховного Совета СССР от 26 февраля 1958);

- Золотая медаль «Серп и Молот» (26 февраля 1958 — № 7930);
- Орден Ленина (26 февраля 1958 — № 356199);

- также был удостоен ряда медалей.